# Orthomegas cinnamomeum
Orthomegas cinnamomeum là một loài bọ cánh cứng trong họ Cerambycidae.